# Stefanos Pappas
Stefanos Pappas es un deportista griego que compite en vela en la clase Tornado. Ganó dos medallas en el Campeonato Europeo de Tornado, oro en 2019 y bronce en 2021.

## Palmarés internacional
| Campeonato Europeo | Campeonato Europeo | Campeonato Europeo | Campeonato Europeo |
| Año                | Lugar              | Medalla            | Clase              |
| ------------------ | ------------------ | ------------------ | ------------------ |
| 2019               | Rímini (Italia)    | Medalla de oro     | Tornado            |
| 2021               | Füssen (Alemania)  | Medalla de bronce  | Tornado            |